# Boehmeria virgata
Boehmeria virgata är en nässelväxtart. Boehmeria virgata ingår i släktet Boehmeria och familjen nässelväxter.

## Underarter
Arten delas in i följande underarter:
- B. v. macrophylla
- B. v. virgata
- B. v. austroqueenslandica
- B. v. canescens
- B. v. densiglomerata
- B. v. longissima
- B. v. macrostachya
- B. v. maxima
- B. v. minuticymosa
- B. v. molliuscula
- B. v. rotundifolia
- B. v. scabrella
- B. v. strigosa
- B. v. sumatrana
- B. v. tomentosa
- B. v. velutina